# Dakini

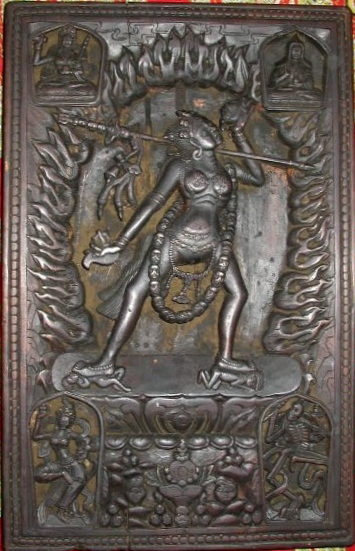
Vajrayoguini Dakini

Dakini pode ser compreendida como uma deidade feminina. No idioma tibetano, o termo Dakini é Khandroma (mkha’-‘gro-ma), que significa “aquela que atravessa o céu” ou “a que se movimenta no espaço”; também se refere a “bailarina celeste” ou “andarilha celeste”. Iconograficamente, seus corpos são representados em posições sinuosas e dançantes. É notável que, mesmo que quase sempre sejam representadas nuas e belas, quase nunca são associadas à sexualidade, mas sim ao desnudamento mental livre de todas as sombras. Os movimentos de sua dança representam os movimentos e pensamentos da consciência no fluxo mental e também o dharmakaya como florescimento espontâneo da mente do Buda, o rigpa.

## Budismo Tibetano

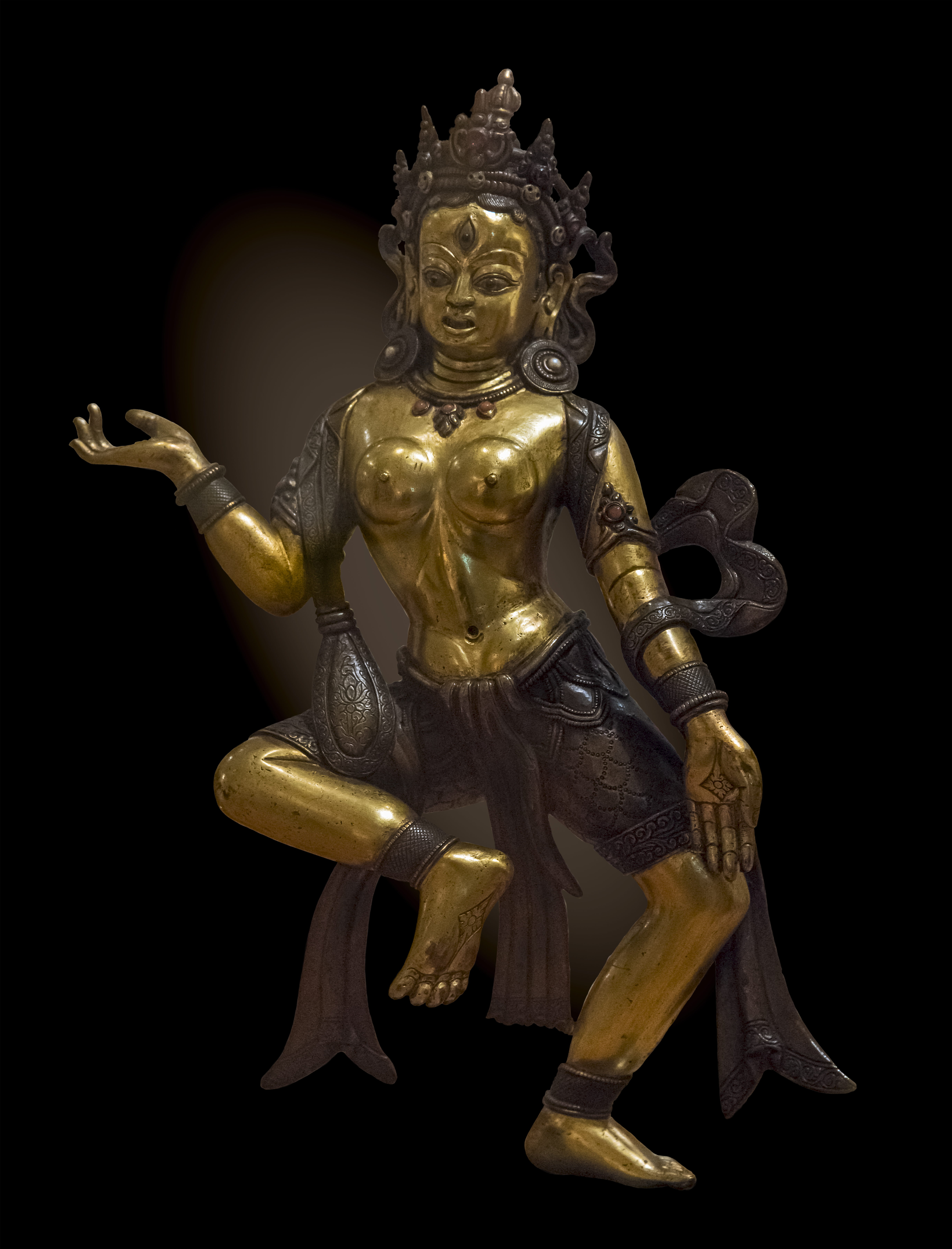
Dakini no início do século XIX no Tibetano.

As Dakinis são recorrentes no budismo Vajrayana e, particularmente no Tibet, nos Himalaias. São tidas como possuidoras de um temperamento agressivo e volátil, agindo algumas vezes como musas (ou aspectos de inspiração para práticas espirituais). As Dakinis são entes femininos energéticos, que evocam o movimento de energia do espaço. Neste contexto, o céu e o espaço indicam o shunyata, a insubstancialidade de todos os fenômenos, que é ao mesmo tempo o potencial puro de todas as possíveis manifestações.
As Dakinis são agentes de provas e desafios. Há situações nas quais uma Dakini vem testar o conhecimento ou controle de um aspirante sobre um tema em particular. Muitas histórias dos Mahasiddhas no Tibet possuem passagens onde uma Dakini “perturba” ao aspirante a Mahasiddha. Quando a prova delas é superada, o aspirante é reconhecido como um Mahasiddha e eventualmente é levado à terra pura das Dakinis, um lugar de êxtase luminoso.
Segundo a tradição, uma Dakini deu a coroa negra ao terceiro Karmapa, Rangjung Dorje (1284 – 1339), quando este tinha três anos de idade. A coroa negra se tornou um emblema da linhagem de reencanações tibetanas.
As Dakinis se relacionam à energia em todas as suas funções, e também com as revelações dos Anuttara Tantras ou os mais elevados Tantras, que representam um caminho de transformação. Neste ponto, a energia das emoções negativas kleshas, chamadas de veneno, são transformadas na energia luminosa da claridade da Iluminação (jñana).

## Iconografia
"As representações iconográficas geralmente mostram as dakinis como figuras jovens, nuas e dançando, muitas vezes sustentando uma tigela de caveiras (kapala) com sangue ou o elixir da vida em uma mão, e uma faca na outra. Podem ter um colar de caveiras humanas e tridentes (Khatvanga) sobre os ombros. Geralmente possuem um cabelo selvagem cobrindo-lhes as costas, seus rostos eventualmente possuem expressões furiosas e dançam sobre cadáveres, o que representa seu perfeito domínio do ego e da ignorância." (Campbell, June; "Traveller in Space: In Search of the Female Identity in Tibetan Buddhism pg. 138).

## Referencias
- Beyer, Stephen (1973). The Cult of Tara: Magic and Ritual in Tibet. University of California Press. ISBN 0-520-02192-4
- Campbell, June. (1996). "Traveller in Space: In Search of the Female Identity in Tibetan Buddhism". George Braziller. ISBN 0-8076-1406-8
- English, Elizabeth (2002). Vajrayogini: Her Visualizations, Rituals, and Forms. Wisdom Publications. ISBN 0-86171-329-X
- Geshe Kelsang Gyatso (1991). Guide to Dakini Land: The Highest Yoga Tantra Practice Buddha Vajrayogini. Tharpa Publications. ISBN 0-948006-18-8
- Norbu, Thinley (1981). Magic Dance: The Display of the Self Nature of the Five Wisdom Dakinis. Jewel Publishing House, 2nd edition. ISBN 0-9607000-0-5
- Padmasambhava, translated by Erik Pema Kunsang (1999) Dakini Teachings. Rangjung Yeshe Publications, 2nd edition. ISBN 962-7341-36-3
- Simmer-Brown, Judith (2001). Dakini's Warm Breath: The Feminine Principle in Tibetan Buddhism. Shambhala Publications. ISBN 1-57062-720-7
- Yeshe, Lama (2001). Introduction to Tantra : The Transformation of Desire. Wisdom Publications, revised edition. ISBN 0-86171-162-9